# 林國良
林國良（？—1808年），福建省海澄县今福建省龙海市东园镇新林村下林社。世襲騎都尉，授廣東碣石鎮標游擊，累遷海澄副將，繼黃標為左翼鎮總兵。嘉慶十三年（1808年），追剿烏石二時在丫洲洋戰死，諡果壯。